# Jennette McCurdy (album)
Jennette McCurdy è il primo album in studio della cantante statunitense Jennette McCurdy, pubblicato il 5 giugno 2012.

## Tracce
1. Generation Love – 3:37
2. Don't You Just Hate Those People – 2:53
3. Break Your Heart – 3:23
4. Better – 3:14
5. Heart of a Child – 4:18
6. Love Is on the Way – 3:36
7. Stronger – 3:26
8. Put Your Arms Around Someone – 3:09
9. Place to Fall – 3:06
10. Have to Say Goodbye – 3:48

Bonus track
1. Broken Umbrella – 3:19